# 그로버 클리블랜드 알렉산더
그로버 클리블랜드 알렉산더(Grover Cleveland Alexander, 1887년 2월 26일 ~ 1950년 11월 4일)는 "올드 피트"(Old Pete)라는 별명을 가진미국의 전 프로 야구 선수로 1910년대와 1920년대에 메이저 리그 베이스볼에서 우완 투수로 활약하였다.
20개의 시즌 동안 필라델피아 필리스, 시카고 컵스, 세인트루이스 카디널스에서 뛰었으며, 통산 696개의 경기에 출전해 5190개의 이닝을 던지며 373승(360선발승) 208 패, 436개의 완투, 90개의 완봉, 2.56의 평균자책점을 기록했다. 1938년 미국 야구 명예의 전당에 입성했다.

## 경력
그로버 클리블랜드 대통령의 첫 임기가 시작된 해 네브래스카주 엘바에서 13명의 자식들 중의 하나로 태어났다. 그는 자신의 청소년 시절에 세미프로 야구를 하며, 20세의 나이로 1907년 한달에 50 달러를 위한 자신의 프로 계약을 맺었다. 1909년 그는 클래스 D의 일리노이-미주리 리그에서 게일스버그 부스터스를 위하여 활약하고 그해에 15 승 8 패로 갔다. 그의 경력은 주루하는 동안 던져진 공에 의하여 스트라이크 될 때 거의 끝났다. 이 일이 그의 1909년 시즌을 끝냈어도 그는 다시 스타 투수가 되는 데 1910년에 의하여 회복되어 7백 5십 달러를 위하여 필라델피아 필리스로 팔리기 전에 클래스 B의 뉴욕 주립 리그에서 시러큐스 스타스를 위하여 29 승 11 패의 기록과 끝냈다.
알렉산더는 프리시즌의 1911년 시티 시리즈가 열리는 동안 자신의 필리스 데뷔를 하여 필라델피아 애슬레틱스를 상대로 무안타, 무득점의 5개의 이닝을 투구하였다. 그는 4월 15일 자신의 공식적 메이저 리그 데뷔를 하였다. 그는 자신이 제일 좋아하는 리시버가 되어 그의 경기의 250개를 포구한 포수 빌 킬레퍼에 의하여 그해 필리스에 가입되었다.
자신의 신인 선수 해에 알렉산더는 스트라이크아웃에서 2위와 방어율에서 4위를 하는 동안 28승(현대의 신인 선수 기록), 31개의 완투 경기, 367개의 투구한 이닝과 7개의 완봉과 함께 리그를 이끌었으며 28승 중 24승이 선발승이었고 1900년 이후 역대 메이저리그 단일시즌 순수신인 최다 선발승으로 남아 있지만 1939년 노구치 지로(25선발승) 1946년 시라키 기이치로(28선발승) 1961년 곤도 히로시 (28선발승)(이상 일본)에 의해 갱신됐는데 한국에서은 2006년 류현진의 18선발승이 최고 기록이다. 1912년부터 1921년까지 알렉산더는 5회의 방어율 (1915 ~ 17, 1919, 1920), 5회의 우승 (1914 ~ 17, 1920), 6회의 이닝 (1912, 1914 ~ 17, 1920), 6회의 스트라이크아웃 (1912, 1914 ~ 17, 1920), 5회의 완료 경기 (1914 ~ 17, 1920)와 5회의 완봉 (1915, 1916 (싱글 시즌 기록이자 선발 20승 이상 투수 중 최다 완봉승 기록), 1917, 1919, 1921)에서 리그를 이끌었다. 그는 투구에서 3회의 트리플 크라운을 수상하였다. 1915년 그는 필리스를 그들의 첫 페넌트로 이끄는 데 수단이었다. 알렉산더는 자신의 일생의 나머지에 그를 시달리게 한 투쟁인 알콜 중독과 문제를 가지기 시작하였다.

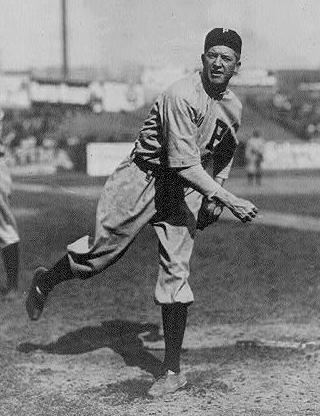
필라델피아 필리스를 위하여 투구하는 알렉산더

1917년 시즌 후에 필리스는 알렉산더를 시카고 컵스로 팔아으며, 표면상으로 그가 제1차 세계 대전에서 육군으로 잃을 것 같은 두려웠으나 필리스의 소유자 윌리엄 베이커가 후에 자신이 돈이 필요하다고 인정한 대로였다. 알렉산더는 징병되어 외국으로 보내지기 전에 캔자스주 맨해튼에서 5월 31일 에이미 마리 애런츠(1929년 이혼, 1931년 재혼, 그리고 1941년 다시 이혼)에게 결혼하였다.
알렉산더는 1918년 시즌의 거의를 야전포병 342단의 하사관으로서 프랑스에서 보냈다. 프랑스에서 복무하는 동안 그는 독일군의 겨자 가스로 쐬고 폭탄이 자신의 근처에 터져 일부분의 귀가 안들리게 되는 원인을 가져오고 간질성의 습격을 자극하였다. 전쟁에서 돌아온 후에 이어 알렉산더는 탄환 충격을 겪고, 자신의 음주 문제 만을 악화시킨 간질성 발작과 함께 시달렸다. 알콜 중독으로서 그의 발작과 관련된 문제들을 사람들이 가끔 오역하였어도 알렉산더는 전쟁에 의하여 입혀진 체력과 감정적 부상들의 결과로서 특히 술병을 열심히 쳤다.
이 전부의 악의에 알렉산더는 시카고 컵스에 몇몇의 성공적인 해들을 주어 1920년 또다른 투수 트리플 크라운을 수상하였다. 그의 늘어나는 알콜 중독과 그의 간질성으로 가끔 직접적으로 관련된 반항에 지루해진 컵스는 공개 이적의 가격을 위하여 1926년 시즌의 중반에 그를 세인트루이스 카디널스로 팔았다. 당시 컵스의 감독 조 매카시는 매매의 이유가 컵스는 작년에 마지막으로 오고, 만약 다시 마지막으로 오면 알렉산더가 없이일 것이라고 진술하였다.
카디널스는 그해에 내셔널 리그 페넌트를 우승하고, 알렉산더가 2번째와 6번째 경기에서 완료 경기의 승리들에 투구한 월드 시리즈에서 뉴욕 양키스를 만났다. 6개의 승리 경기 후에 〈Glory of Their Times〉에서 동료 선수 밥 오패럴에 의하면 알렉산더는 그날 밤 술에 취하였고 7번째 경기에서 다음날을 투구하러 보내졌을 때 아직도 그 원인의 결과를 느꼈다고 한다. 카디널스가 3 대 2로 앞서면서 출발 선수 제시 헤인스가 물집이 생긴 후, 7번째 이닝에서 경기로 왔다. 양키스의 강타자 토니 라제리을 향한 알렉산더는 그를 스트라이크아웃 시키고, 그러고나서 우승을 보존하고 카디널스에게 챔피언십을 주는 데 2개 더의 이닝을 위하여 양키스를 무득점으로 보유하였다. 그는 1927년 카디널스를 위하여 하나의 마지막 20개 우승 시즌을 가졌으나 그의 지속적인 음주가 결국 그를 잡았다. 그는 1930년 필리스로 잠시 돌아온 후 메이저 리그를 떠나고 1940년 하우스 어브 데이비드를 위하여 투구하였다.
알렉산더는 양키 스타디움에서 자신이 필리스가 양키스에게 패한 것을 본 1950년 월드 시리즈의 3번째 경기에 참석하였다. 한달 후에 적게 63세의 나이로 네브래스카주 세인트폴에서 사망하였다.

## 이정표

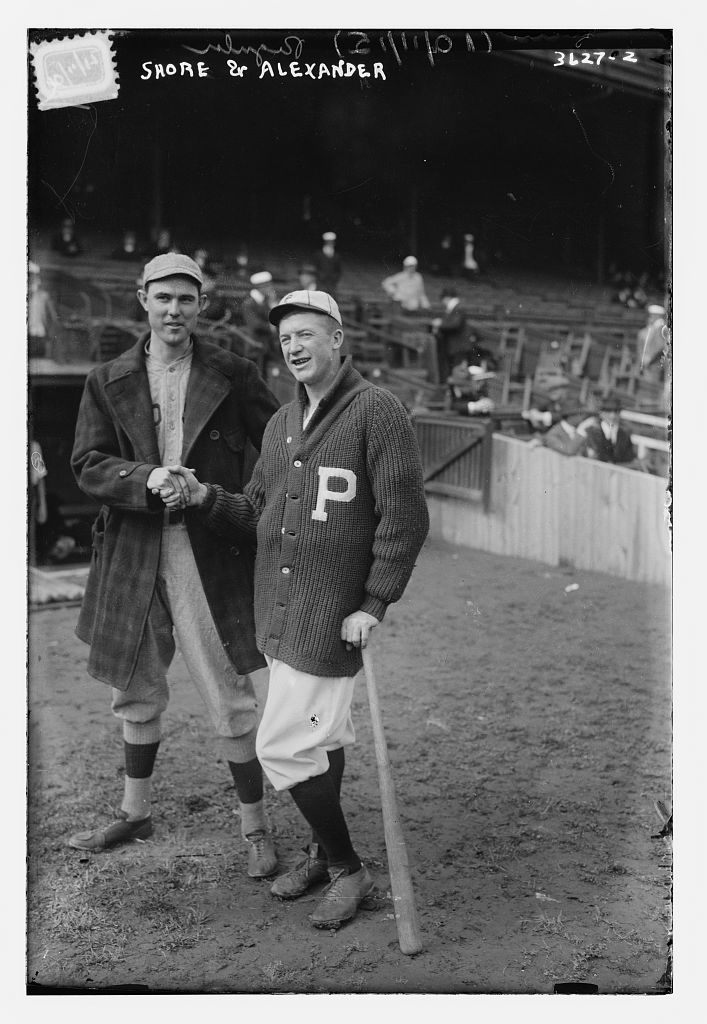
1915년 월드 시리즈에서 보스턴 레드삭스의 투수 어니 쇼어와 함께

알렉산더의 90개의 완봉은 내셔널 리그 기록이고, 그의 373개의 우승은 내셔널 리그 기록 책에서 처음으로 크리스티 매슈슨과 동점을 매겼으며 1915년 30선발승, 1916년 33선발승, 1917년 30선발승으로 1900년 이후 역대 최고 기록인 3년 연속 30선발승 이상을 기록했는데 이들 중 1916년 거둔 33선발승은 1900년 이후 역대 내셔널리그 최다 선발승 기록으로 남아 있지만 1917년 본인(알렉산더)(30선발승)을 마지막으로 내셔널리그 30선발승 이상 투수는 대가 끊겼다. 그는 또한 우승에서 사상 3위, 투구한 이닝에서 10위 (5190), 완봉에서 2위와 자신이 허용한 안타 (4868)에서 8위에 들어와있다. 1929년 8월 알렉산더의 마지막 승리 당시 뉴스 미디어는 그가 매슈슨의 경력 승리 기록 372개를 깼다고 보고하였다. 1940년대에 매슈슨은 추가적인 승리 (1912년 5월 21일)를 위하여 자격을 얻은 것으로 발견되었고, 그의 총계는 공식적으로 373개로 올라 알렉산더와 동점으로 들어갔다. 알렉산더는 매슈슨의 .665와 비교하여 .642의 일생 우승률을 매출하였다. 알렉산더는 무안타를 전혀 던지지 않은 여러 투수들의 가장 많은 경력 우승들을 가지고 있다.
1915년 그는 필라델피아 필리스를 위하여 자신의 첫 월드 시리즈 경기(시리즈의 개막 경기)를 우승하였다. 그 일은 필리스가 다른 월드 시리즈 경기를 우승하기 65년 전이다.
1999년 그는 스포팅 뉴스에서 100명의 거대한 야구 선수들의 명단에 12위로 놓였으며, 메이저 리그 베이스볼 올센추리 팀을 위한 후보였다.
알렉산더는 전당의 3번째 해인 1938년 미국 야구 명예의 전당으로 선출되었다. 그는 그해에 선출된 단 하나의 선수였다.

## 프로 이후
1930년대 후반과 1940년대 초반에 알렉산더는 지속적으로 야구를 하여 그로버 클리블랜드 알렉산더의 하우스 어브 데이비드 팀을 위한 선수 겸 코치로서 순회 경기를 가졌다. 팀의 순회 경기는 J. L. 윌킨슨에 의하여 감독되었고, 가끔 캔자스시티 모나크스를 상대로 경기를 가졌다. 알렉산더는 사첼 페이지, 존 도널드슨, 뉴트 조지프, 체트 브루어와 앤디 쿠퍼를 포함한 많은 니그로 리그 스타 선수들과 그들을 상대로 야구를 하였다.

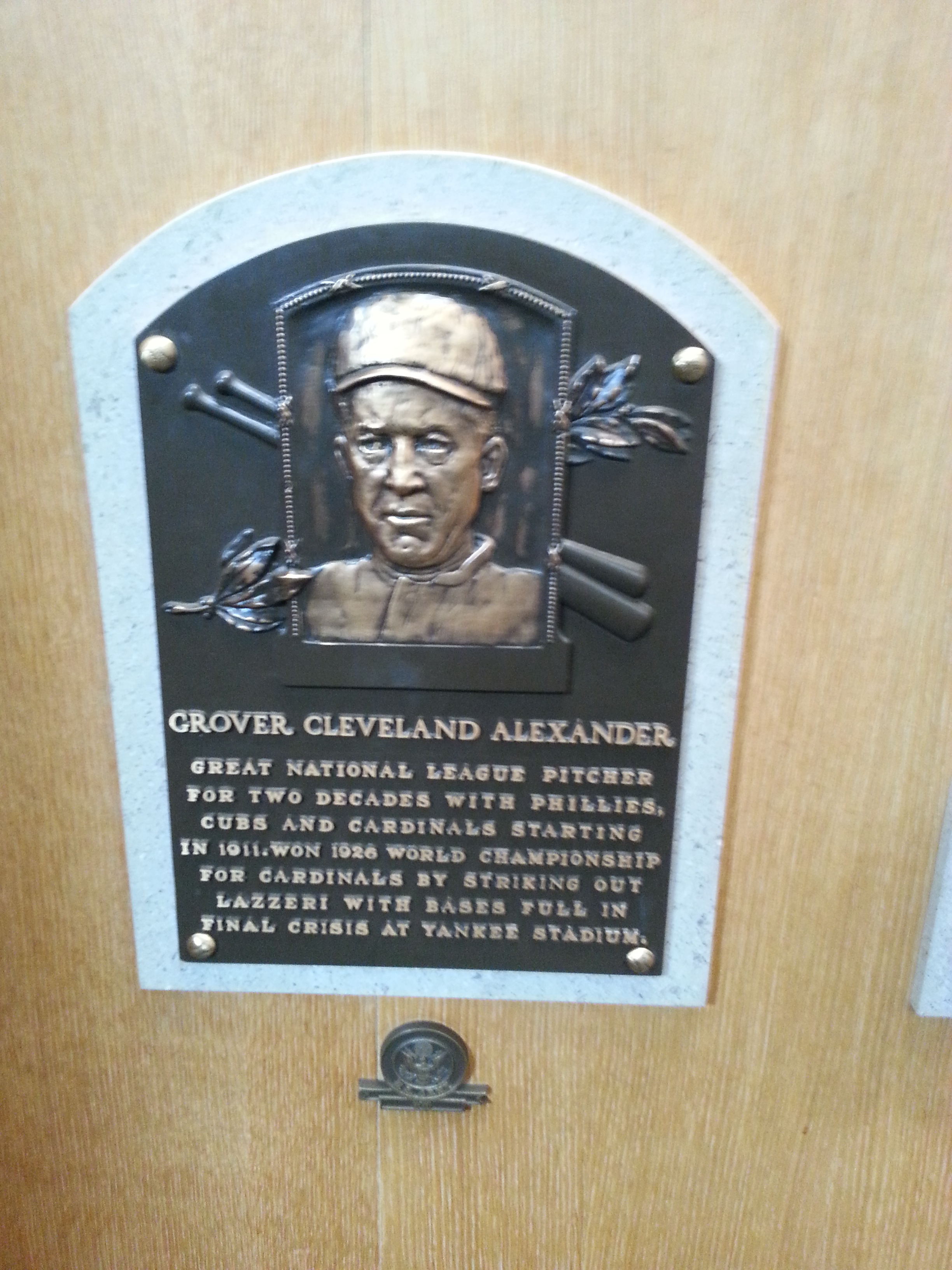
알렉산더의 각판

## 영예
알렉산더는 로널드 레이건이 자신의 역을 맡은 전기 영화 《위닝 팀》의 주제였다. 야구 해설자 빌 제임스는 영화를 대단하며 알렉산더의 일생의 이벤트들을 전기판으로 삭감한 리더스 다이제스트 영화로 불렀다.
필립스가 등번호를 채택하기 전에 자신이 활약한 이래 1915년 시즌 유니폼들에서 온 블록체 "P"는 팀들과 함께 그의 경력에 명예를 주는 데 2001년 팀에 의하여 영구 결번되었다.
알렉산더는 《Leave It to Beaver》에서 워드가 몇몇의 사인들과 함께 한 야구공을 가지고 알렉산더가 그들 중의 하나인 3번째 시즌 에피소드 "워드의 야구공"에서 언급되었다.